# Беньямін Веґер
Беньямін Веґер (нім. Benjamin Weger нар. 5 жовтня 1989 , Бриг, Швейцарія) — швейцарський біатлоніст,  призер етапів кубка світу з біатлону. Спортсмен року Швейцарії в номінації «відкриття року» (2012).

## Виступи на Олімпійських іграх
| Рік  | Місце проведення | Інд | Спр | Пр | МС | Ест |
| 2010 | Ванкувер         | 55  | 69  |    |    | 9   |

## Виступи на чемпіонатах світу
| Рік  | Місце проведення     | Інд | Спр | Пр | МС  | Ест | ЗМ |
| 2011 | Ханти-Мансійськ      | 34  | 52  | 33 |     | 17  |    |
| 2012 | Рупольдинг           | 41  | 36  | 16 | DNF | 7   | 10 |
| 2013 | Нове Место-на-Мораві | 19  | 25  | 35 | 27  | LPD | 12 |

## Кар'єра в Кубку світу
Першим роком Беньяміна в біатлоні був 2006 рік, а починаючи з 2007 року він почав виступати за національну збірну Швейцарії з біатлону.
- Дебют в кубку світу — 8 січня 2008 року в естафеті в Обергофі — 6 місце.
- Перше попадання в залікову зону — 14 січня 2010 року в спринті у Рупольдинзі — 19 місце.
- Перший подіум — 16 грудня 2010 року в індивідуальній гонці в Поклюці — 2 місце.

## Загальний залік в Кубку світу
- 2009-2010 — 58-е місце (82 очки)
- 2010-2011 — 39-е місце (201 очко)
- 2011-2012 — 18-е місце (536 очок)
- 2012-2013 — 41-е місце (192 очки)

## Статистика стрільби
| № п/п | Сезон     | Загальна        | Індивідуальна гонка | Спринт         | Гонка переслідування | Мас-старт     | Естафета      |
| ----- | --------- | --------------- | ------------------- | -------------- | -------------------- | ------------- | ------------- |
| 1     | 2008-2009 | 65,8% (25/38)   | 0,0% (0/0)          | 50,0% (5/10)   | 0,0% (0/0)           | 0,0% (0/0)    | 71,4% (20/28) |
| 2     | 2009-2010 | 83,9% (120/143) | 75,0% (15/20)       | 85,0% (51/60)  | 85,0% (34/40)        | 0,0% (0/0)    | 87,0% (20/23) |
| 3     | 2010-2011 | 77,7% (290/373) | 85,0% (68/80)       | 80,0% (80/100) | 74,0% (74/100)       | 75,0% (30/40) | 71,7% (38/53) |
| 4     | 2011-2012 | 85,1% (354/416) | 81,7% (49/60)       | 87,8% (79/90)  | 90,0% (126/140)      | 83,3% (50/60) | 75,8% (50/66) |
| 5     | 2012-2013 | 80,5% (310/385) | 85,0% (51/60)       | 79,9% (79/100) | 80,8% (97/120)       | 85,0% (17/20) | 77,6% (66/85) |